# Flávia de Oliveira
Flávia de Oliveira (Londrina, 17 luglio 1983) è una modella brasiliana.

## Carriera
Debutta sulle passerelle nella primavera del 2002. Sfilerà per Giorgio Armani, Ralph Lauren, Blumarine, Elie Saab, Yves Saint Laurent, Nina Ricci, Michael Kors, Missoni, Christian Dior, Valentino, Christian Lacroix; parteciperà a campagne pubblicitarie per Adidas, Elie Tahari, Benetton, Salvatore Ferragamo, Cesare Paciotti, Kenneth Cole e Victoria's Secret. Per la casa di intimo sfilerà anche e prenderà parte, dal 2006 al 2011, al Victoria's Secret Fashion Show. Apparirà sulle copertine della versione spagnola di Elle e Vogue, oltre che per Harper's Bazaar; e nelle pagine di New York, Flair, Harper's Bazaar, Elle.